# Карлі Ллойд (волейболістка)
Карлі Ллойд (англ. Carli Lloyd; нар. 6 серпня 1989) — американська волейболістка, бронзова призерка Олімпійських ігор 2016 року.

## Клуби
| Роки      | Клуби                                |
| --------- | ------------------------------------ |
| 2011—2013 | «Ямамай» (Бусто-Арсіціо)             |
| 2013—2014 | «Імоко Воллей» (Конельяно)           |
| 2014—2015 | «Локомотив» (Баку)                   |
| 2015—2017 | «Помі» (Казальмаджоре)               |
| 2017—2018 | «Баруері»                            |
| 2018—2019 | «Прайя» (Уберландія)                 |
| 2019—2020 | «Еджзаджибаши» (Стамбул)             |
| 2020—2021 | «Помі» (Казальмаджоре)               |
| 2021—2022 | «Athletes Unlimited Pro League»      |
| 2022—2023 | «Е-Ворк» (Бусто-Арсіціо)             |
| 2023—2024 | «Cangrejeras de Santurce» (Сан-Хуан) |
| 2024—     | «Остін»                              |

## Статистика
Статистика виступів в єврокубках і клубних чемпіонатах світу:
| Сезон   | Клуб                       | Турнір          | Ігри | Сети | Очки | Ср.  | Примітки |
| ------- | -------------------------- | --------------- | ---- | ---- | ---- | ---- | -------- |
| 2011/12 | «Ямамай» (Бусто-Арсіціо)   | Кубок ЄКВ       | 7    | 29   | 36   | 1,24 |          |
| 2012/13 | «Ямамай» (Бусто-Арсіціо)   | Ліга чемпіонів  | 7    | 26   | 17   | 0,65 |          |
| 2013/14 | «Імоко Воллей» (Конельяно) | Ліга чемпіонів  | 8    | 33   | 29   | 0,88 |          |
| 2014/15 | «Локомотив» (Баку)         | Кубок ЄКВ       | 6    | 20   | 20   | 1    |          |
| 2015/16 | «Помі» (Казальмаджоре)     | Ліга чемпіонів  | 8    | 32   | 25   | 0,78 |          |
| 2016/17 | «Помі» (Казальмаджоре)     | Кубок ЄКВ       | 7    | 23   | 19   | 0,83 |          |
| 2019/20 | «Еджзаджибаши» (Стамбул)   | Ліга чемпіонів  | 6    | 22   | 15   | 0,68 |          |
| 2022/23 | «Е-Ворк» (Бусто-Арсіціо)   | Кубок ЄКВ       | 5    | 14   | 14   | 1    |          |
| Всього  | Всього                     | Всього          | 52   | 199  | 175  | 0,88 |          |
| 2016    | «Помі» (Казальмаджоре)     | Чемпіонат світу | 4    | 17   | 19   | 1,12 |          |
| 2018    | «Прайя» (Уберландія)       | Чемпіонат світу | 5    | 15   | 13   | 0,87 |          |
| 2019    | «Еджзаджибаши» (Стамбул)   | Чемпіонат світу | 5    | 18   | 8    | 0,44 |          |
| Всього  | Всього                     | Всього          | 14   | 50   | 40   | 0,8  |          |

Статистика виступів у збірній на Олімпіаді і чемпіонаті світу:
| Рік    | Турнір           | Ігри | Сети | Очки | Ср.  | Місце | Примітки |
| ------ | ---------------- | ---- | ---- | ---- | ---- | ----- | -------- |
| 2016   | Олімпійські ігри | 7    | 14   | 0    | 0    | 3     |          |
| 2018   | Чемпіонат світу  | 11   | 39   | 22   | 0,56 | 5     |          |
| Всього | Всього           | 18   | 53   | 22   | 0,42 |       |          |

## Галерея

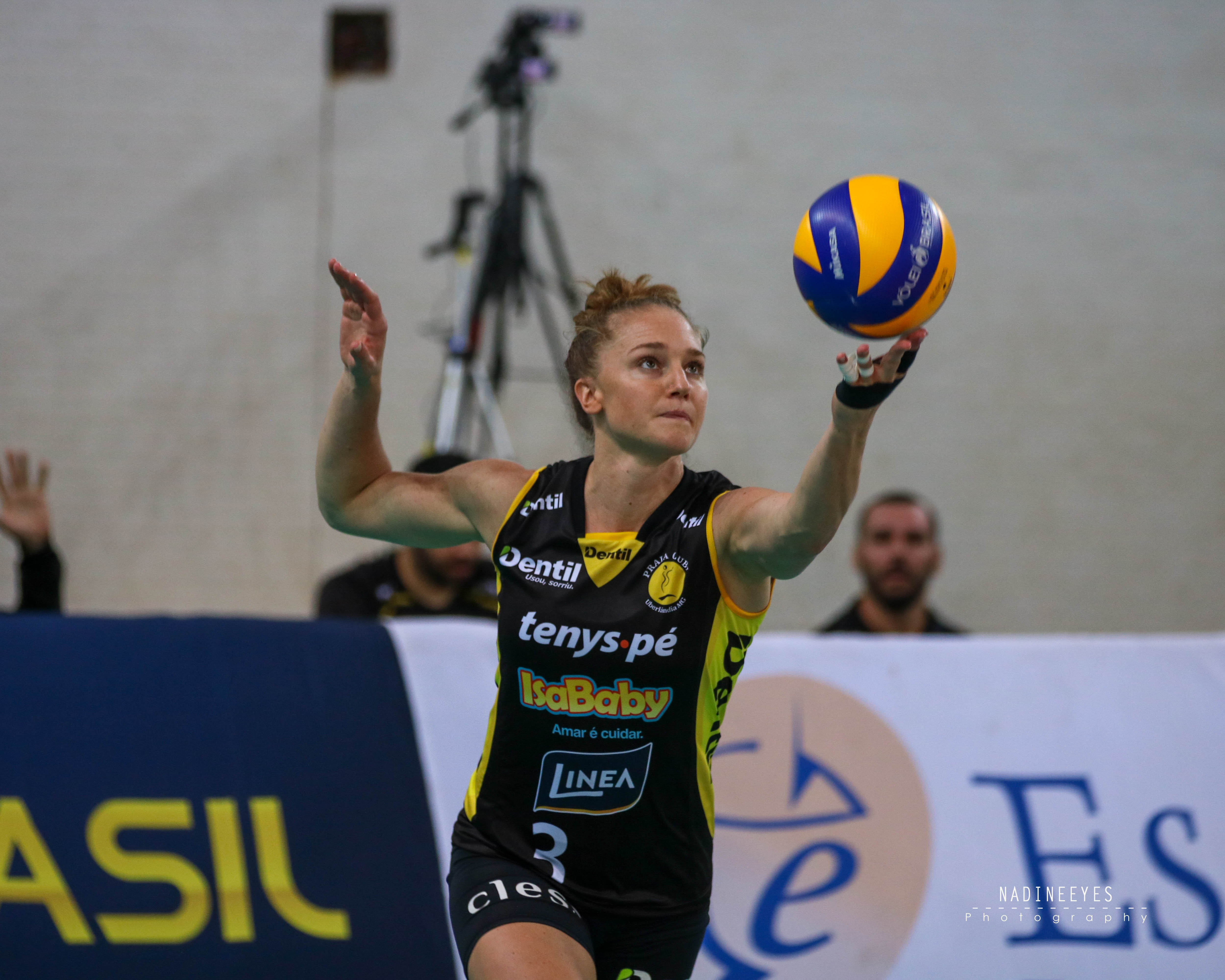
У матчі «Бразиліа» — «Прайя» (23 листопада 2018 року).
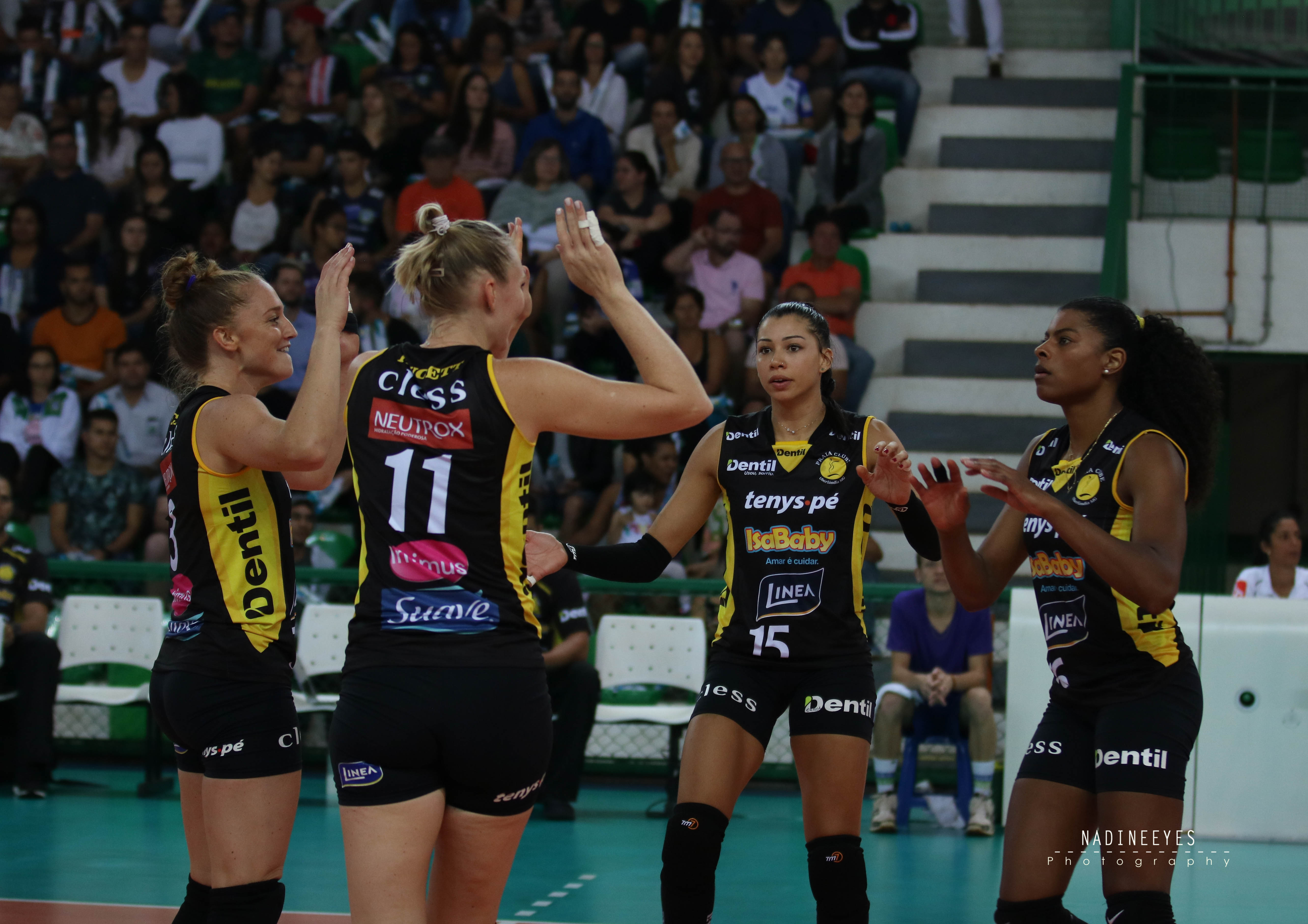
Карлі Ллойд (№ 3), Ніколь Фосетт (№ 11), Ана Кароліна да Сілва (№ 15), Фернанда Гарай (№ 16).